# Metropolitan Transportation Authority
Metropolitan Transportation Authority (MTA) é uma empresa pública norte-americana.
A Companhia é responsável pelo transporte público no estado de Nova Iorque, abrangendo doze condados do sudeste Nova Iorque, juntamente com 2 condados do sudoeste do estado de Connecticut, sob contrato com a "Connecticut Department of Transportation"
Os seus sistemas de transportes mais de onze milhões de passageiros , em média por dia de semana. Passam mais de 800.000 veículos por dia, pelos pedágios administrados instalados em nove pontes e túneis. 
Até 10 abril de 2020, pelo menos 50 funcionários morreram em decorrência da COVID-19, doença causada pelo coronavírus da síndrome respiratória aguda grave 2 (SARS-CoV-2).